# Harley-Davidson Topper
Le Harley-Davidson Topper est le seul scooter que Harley-Davidson ait jamais produit.

## Conception et spécifications

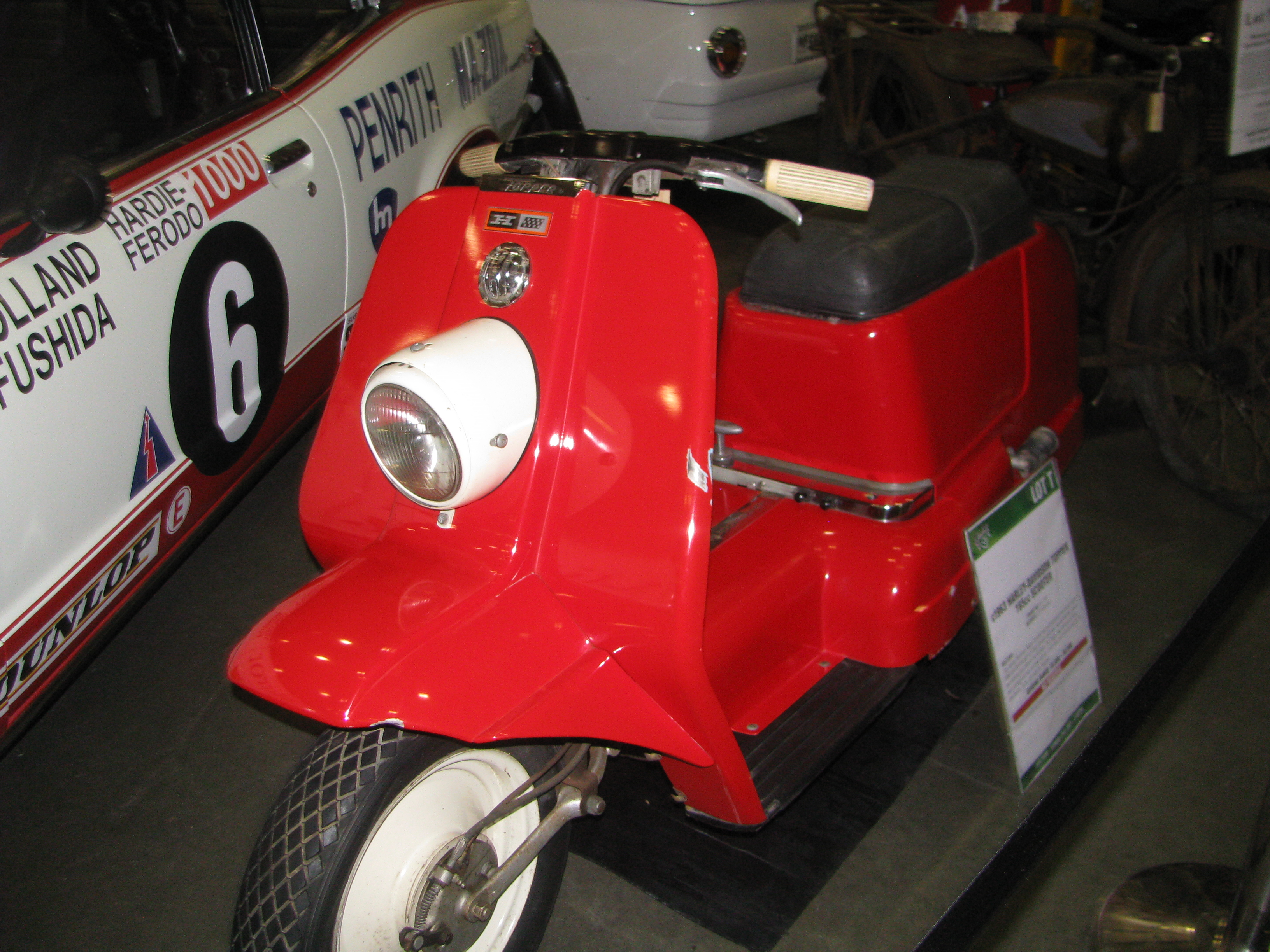
Topper (1963).

Le Topper était doté d'un moteur monocylindre à deux temps de 165 cm3 monté horizontalement entre les parois du plancher et nécessitait comme carburant un mélange essence/huile. Le démarrage se faisait à l'aide d'une corde de lanceur similaire à celle des tondeuses à gazon ou comme sur la Lambretta modèle E. Contrairement à la plupart des scooters à moteurs clos, le moteur du Topper n'avait pas de ventilateur de refroidissement,,. Il était prévu que ce petit moteur horizontal serait refroidi par l'air passant sous le scooter, mais certains Toppers rencontraient des problèmes de surchauffe. Le moteur utilisait une soupape à clapet pour son système d'admission.
Le moteur entraînait une transmission à variation continue appelée « Scootaway Drive »  Comportant un dispositif de sécurité qui empêchait le scooter d'aller à un régime moteur supérieur à 1 800 tr/min. L'entraînement final se faisait par une chaîne à l'air libre.
Le Topper avait des freins à tambour de cinq pouces sur les deux roues. Le frein avant était contrôlé par un levier, sur le côté gauche du guidon avec un frein de parking,. Le frein arrière était commandé par une pédale,.

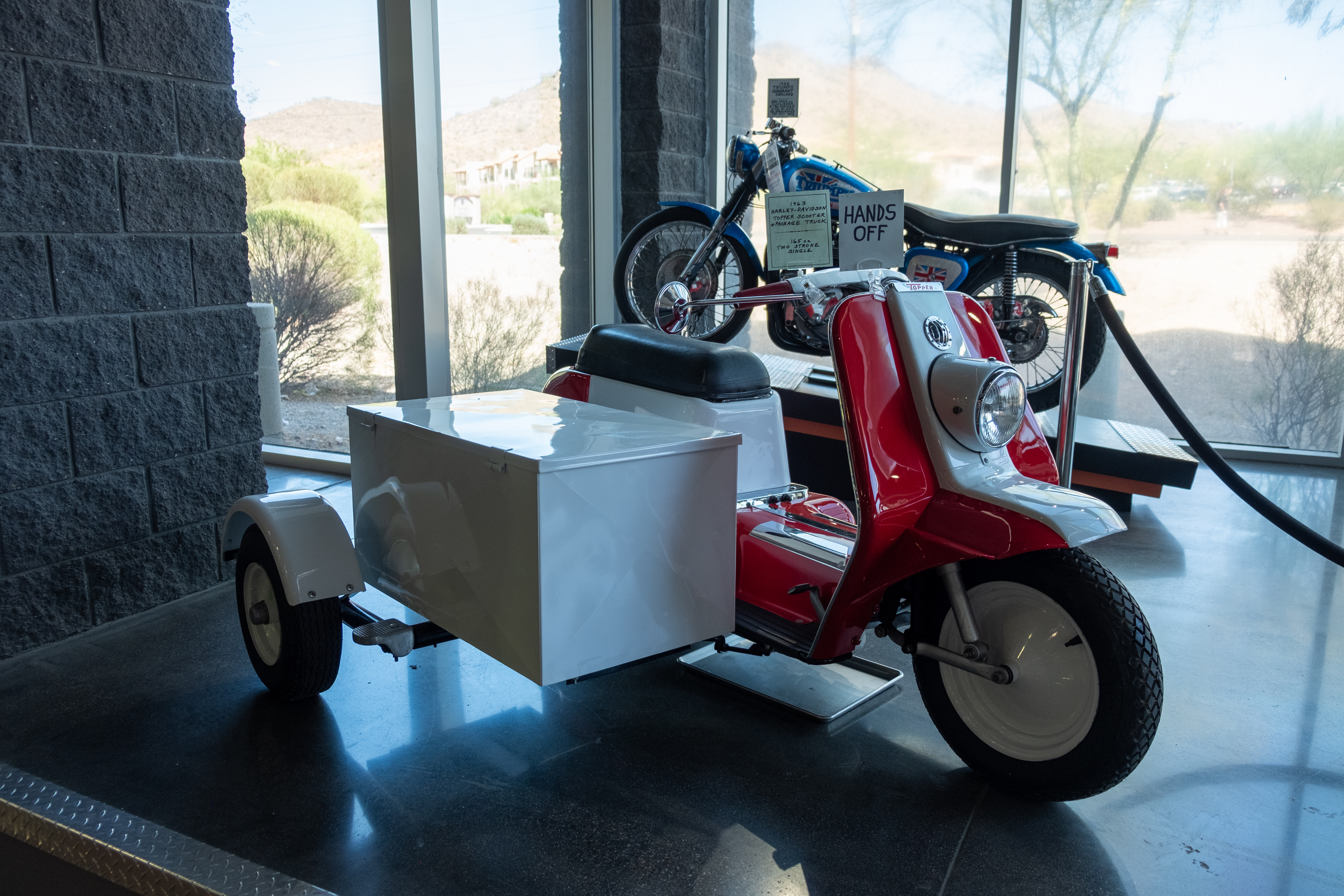
Topper avec side-car pour marchandises.

La partie avant de la carrosserie, le garde-boue avant et le plancher étaient en acier embouti. Le capot moteur et la carrosserie étaient composés de pièces moulées en fibre de verre. Un espace de stockage était aménagé sous le siège ; le fabricant suggérait d'y garder deux bidons d'huile pour moteurs à deux temps.
Certains Toppers ont été équipés de side-cars pour permettre le transport de personnes ou augmenter la capacité d'emport de marchandises.

## Développement

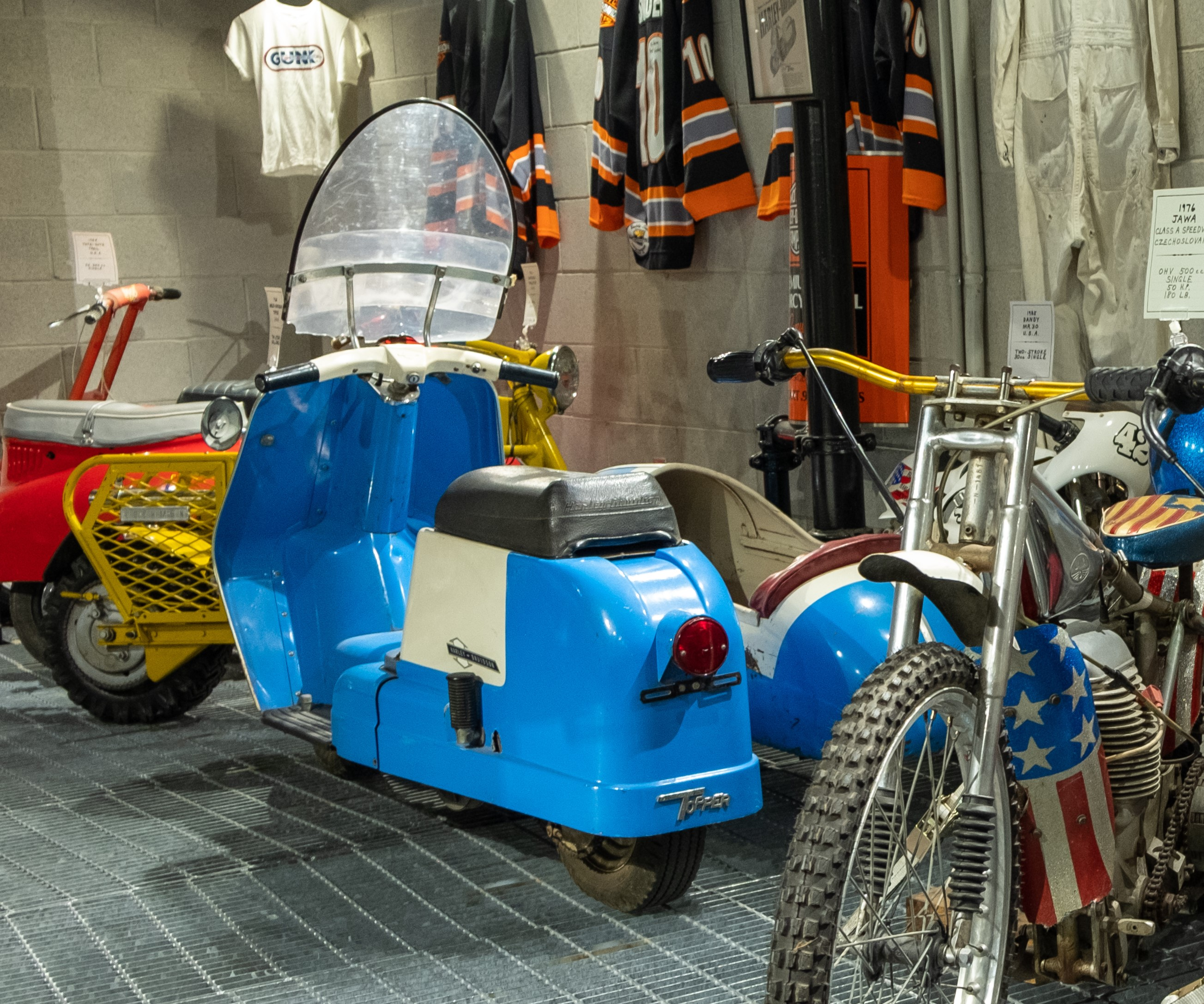
Topper avec side-car pour transport de personnes.

Le principal reproche des propriétaires de Topper concernait la transmission à variation continue « Scootaway Drive ». Les saletés de la route entraient dans la transmission et faisaient patiner la courroie de transmission. Une nouvelle transmission, avec disque primaire scellé dans un bain d'huile, fut introduite en 1961.
Le Topper H fut introduit en 1961 (vendu jusqu'en 1965) avec une nouvelle culasse en alliage léger, un taux de compression augmenté à 8,0: 1, un filtre à air en mousse réutilisable et des modifications des orifices du cylindre et du tube d'admission d'air.
Une version « dégonflée » du Topper était également disponible, avec une puissance limitée à 5 ch, le Topper U. Cette version permettait de se conformer aux lois de certains États américains autorisant les motos dont la puissance nominale du moteur était inférieure au maximum déclaré à être conduites sans permis ou avec un permis spécial par des conducteurs plus jeunes que ceux autorisés ayant un permis moto ordinaire.
Les Brewers de Milwaukee ont utilisé une Topper comme voiture bullpen de 1959 à 1995.

## Performances
En 1959, un Topper a roulé de Bakersfield, Californie, jusqu'à la Vallée de la mort, aller et retour, sans réparations ni réglages nécessitant des outils. La route traversait Trona, passait par le désert des Mojaves à Stovepipe Wells, puis par le bassin de Badwater, le point le plus bas d'Amérique du Nord à 86 m sous le niveau de la mer, puis à Whitney Portal, à 2 393 m au-dessus du niveau de la mer sur les pentes du Mont Whitney, après quoi il est retourné à Bakersfield.